# Триссино (Италия)

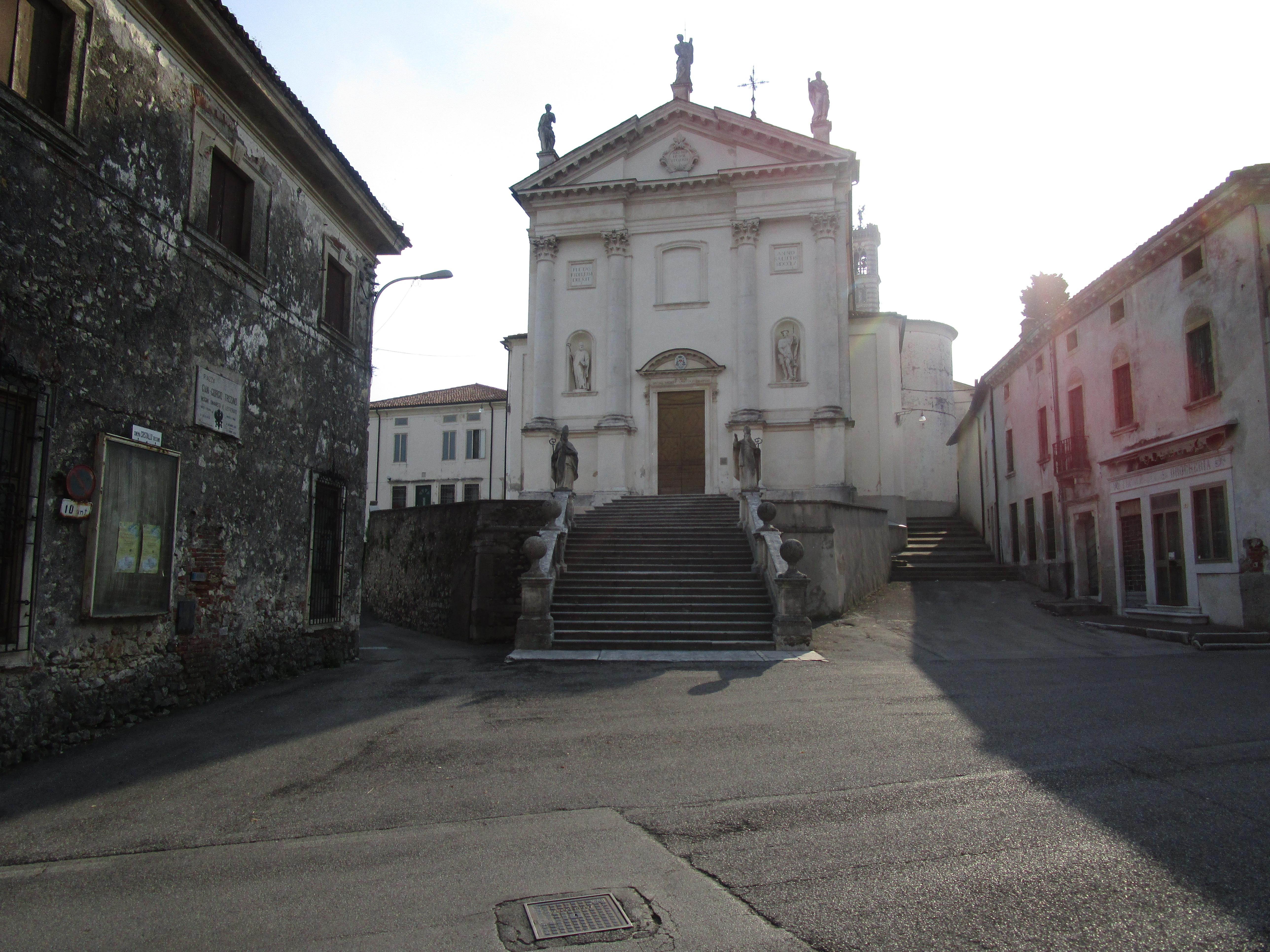
Приходской храм святого апостола Андрея.

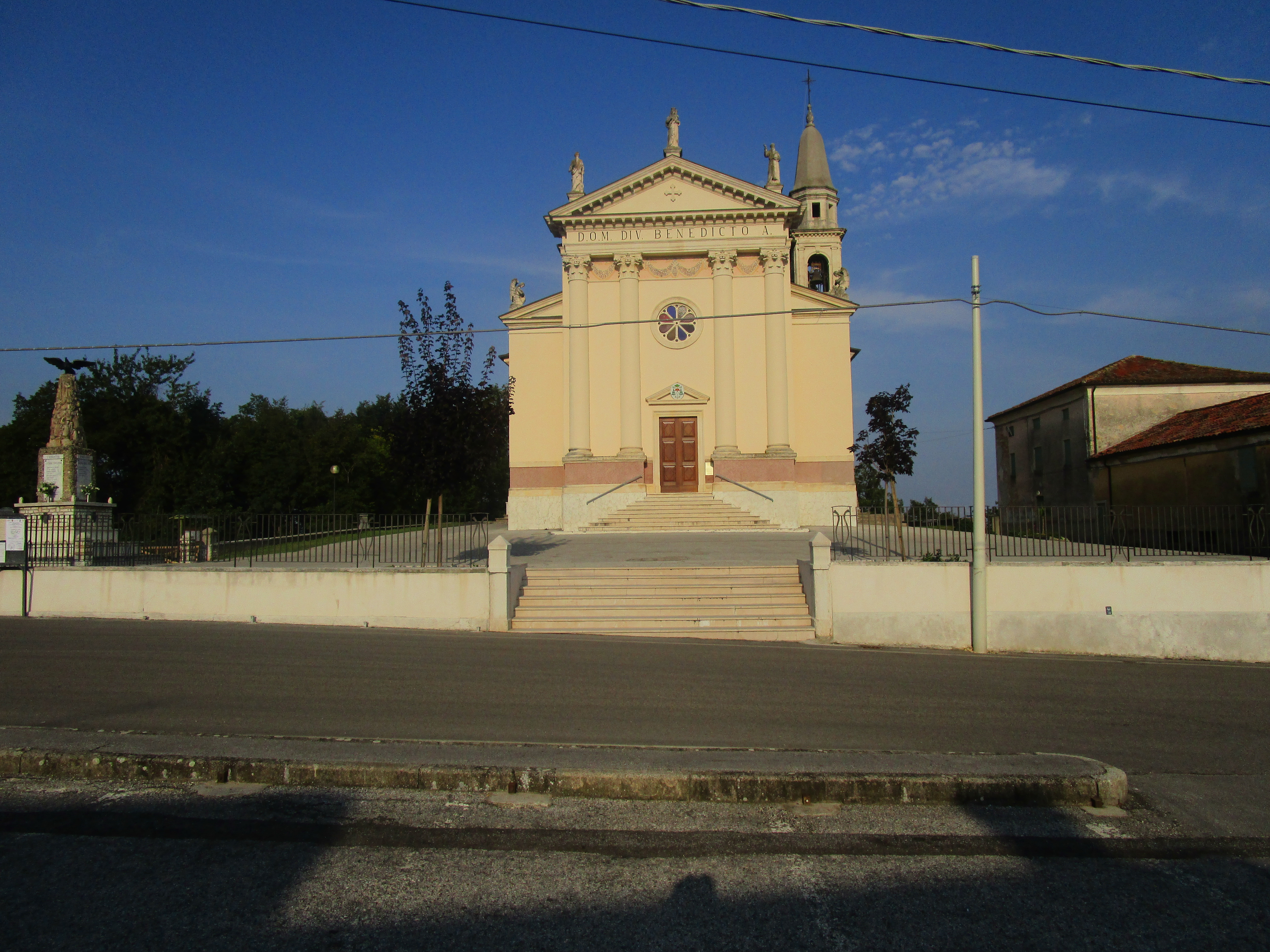
Приходской храм святого Бенедикта.

Триссино (итал. Trissino) — коммуна в Италии, располагается в провинции Виченца области Венеция.
Население составляет 8288 человек (2008 г.), плотность населения составляет 395 чел./км². Занимает площадь 21 км². Почтовый индекс — 36070. Телефонный код — 0445.
Покровителями коммуны почитаются  Пресвятая Богородица,  празднование 8 сентября, и святой апостол Андрей.

## Демография
Динамика населения:

## Города-побратимы
- Ной-Ульм, Германия (1990)

## Администрация коммуны
- Официальный сайт: http://www.comune.trissino.vi.it/